# علمانيون كاثوليك

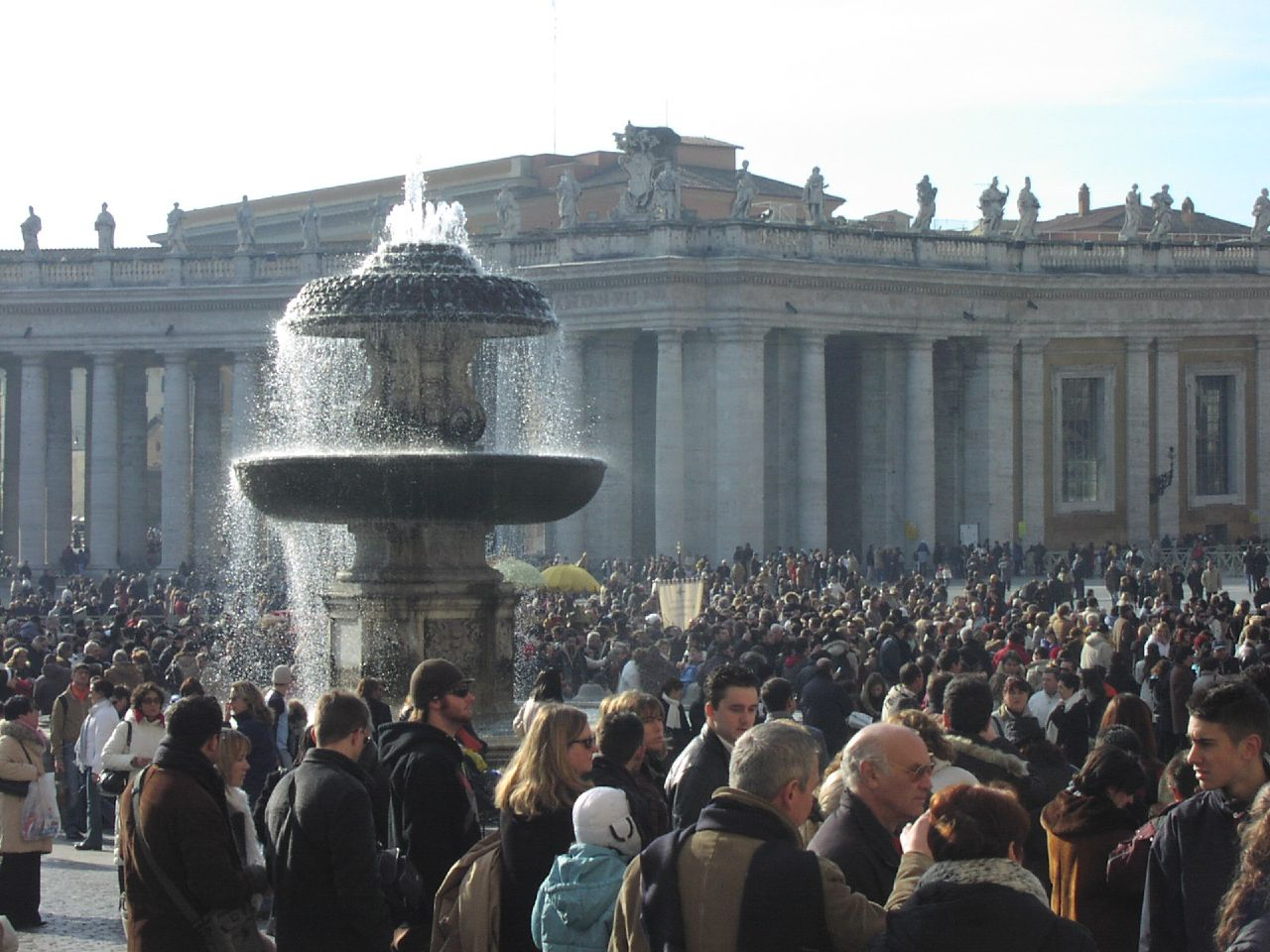
علمانيين كاثوليك في ساحة القديس بطرس، الفاتيكان.

تشير التقديرات إلى أن أعداد الكاثوليك في العالم يبلغ أكثر من مليار نسمة. يعني مصطلح العلمانيين الكاثوليك إلى الكاثوليك العاديّين غير الإكليروس أي الكاثوليك ممن ليسوا رهباناً أو قساوسًة.
الغالبية العظمى من الكاثوليك يطلع عليهم العلمانيين الكاثوليك، وهو مصطلح يشمل جميع الرومان الكاثوليك، بإستثناء الكاثوليك من لأساقفة والإكليروس والرّهبان والرّاهبات. في الإنجليزيّة والفرنسية كلمة علمانيين كاثوليك (بالإنجليزية: Catholic laity) مُشتقّة من اليونانية بمعنى «العامّة» أو «الشّعب»، وبشكل أدقّ، عكس الإكليروس أو الطّبقة الدّينيّة الحاكمة؛ وإبّان عصر النهضة، بات المصطلح يشير إلى القضايا الّتي تهمّ العامّة أو الشّعب، بعكس القضايا التي تهمّ خاصّته.
يشرف على قيادة الكنيسة الكاثوليكية روحيًا بابا الفاتيكان، إلى جانب مائتي كاردينال وأكثر من 31,000 أسقف. ومن المعروف أن البابا والكرادلة والأساقفة مجتمعين يشكلون جزء من التسلسل الهرمي الكاثوليكي، والمسؤولة عن الإشراف والإدارة والرعاية الرعوية لجميع أعضاء الكنيسة الكاثوليكية، بما في ذلك رجال الدين والعلمانيين.
وتتوزع المنظمات الكاثوليكية أو الرهبانيات الكاثوليكية على مجموعتين المجموعة الدينية والتي تتشكل من تنضيمات رهبانية للرجال والنساء، ويكون مجال عملها الحياة الديرية والأنشطة غير الرعوية وأيضاً في المدارس. وتدير الجماعات الرهبانية عادةً إرساليات في الخارج ومستشفيات ومؤسسات تعليمية مختلفة المستويات. وإلى جانب والسواد الأعظم من رجال الدين الكاثوليك هم من القساوسة، يدربون عادة من أربع إلى ست سنوات في معاهد لاهوتية تتبع أبرشية المنطقة أو جماعة رهبانية أو الفاتيكان.
في حين أن المنظمات الكاثوليكية أو الرهبانيات الكاثوليكية العلمانية هي المنظمات التي تضم أعضاء عمل الله هم أناساً عاديّين وليسوا رهباناً والعديد منهم متزوجون ولديهم عائلات، يعيشون حياةً عادية مع عائلاتهم ويمارسون وظائف في مختلف المجالات. يدعو عمل الله جميع أعضائه وجميع العلمانييّن المسيحييّن «لإيجاد الله في الحياة اليوميّة»، وإنجاز عملهم بامتياز كخدمةٍ للمجتمع وكتقدمة لائقة لله ومن هذه المنظمات على سبيل المثال أوبوس داي، وحركة فوكولاري، وزمالة الطلاب الجامعيين الكاثوليكية، وطريق الموعوظين الجديد وغيرها.